# Magnesiumdiboride

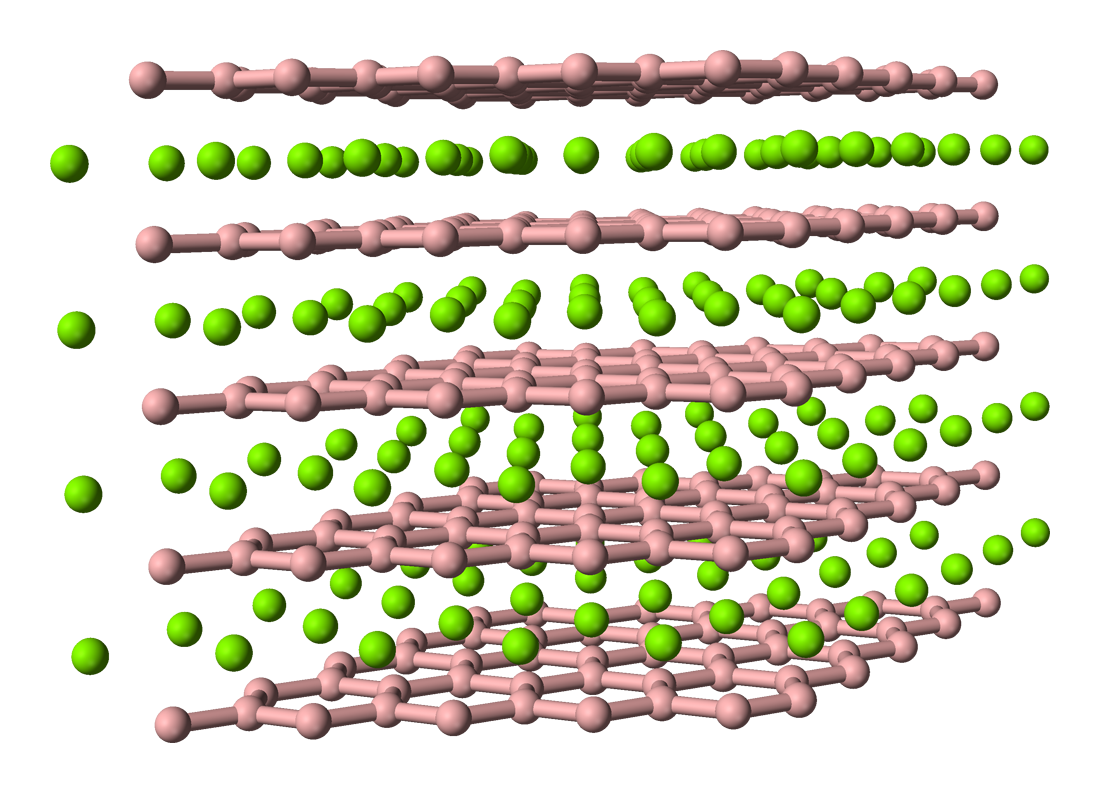
schematische voorstelling van de kristalstructuur van magnesiumdiboride. De groene ballen stellen de magnesiumatomen voor.

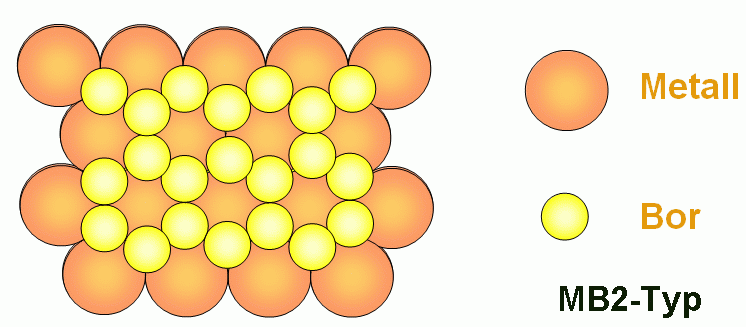
schematische voorstelling van de kristalstructuur van magnesiumdiboride vanuit een ander standpunt.

Magnesiumdiboride (het boride van magnesium; MgB2; molecuulmassa: 45,93 g/mol; CAS-nummer: 12007-25-9) is een metallische chemische verbinding die supergeleidend wordt vanaf 39 kelvin. Dit is een van de hoogste transitietemperaturen voor supergeleidende materialen. De stof is reeds bekend sedert de jaren 1950, maar pas in 2001 rapporteerden Japanse onderzoekers dat het een supergeleider is met een relatief hoge transitietemperatuur. Deze ontdekking bracht een stroom van theoretisch en experimenteel onderzoek op gang. Een bijkomend voordeel van de stof is dat de grondstoffen magnesium en boor niet duur zijn.
De kristalstructuur van magnesiumdiboride bestaat uit lagen van booratomen, in een zeshoekpatroon geordend, gescheiden door lagen van magnesiumatomen. De magnesiumatomen bevinden zich boven en onder de centra van de boorzeshoeken.  De lagen boor-atomen zijn iso-elektronisch met grafiet.
MgB2 wordt gevormd door magnesium en boor te laten reageren bij een temperatuur tussen 800 en 950 °C. Bij deze temperaturen is magnesium vloeibaar en boor vast, en de vrijkomende magnesiumdamp diffundeert in het boor. Zo kunnen filamenten, draden en banden van MgB2 gemaakt worden via de zogenaamde "powder-in-tube" methode. Dunne lagen van MgB2 kunnen op een substraat aangebracht worden via "pulsed laser deposition" (PLD): MgB2-partikels worden met een laserstraal uit een vaste pellet van MgB2 geschoten en op het substraat gedeponeerd.